# Fédération italienne de tir à l'arc
La Fédération italienne de tir à l'arc (FITARCO) est chargée d'organiser et de développer la pratique du tir à l'arc en Italie.
Elle est membre de la World Archery Federation et de la World Archery Europe.

## Histoire
Le 17 décembre 1961, les compagnies d'arc de Trévise, Gorizia, Milan, Bergame et Rome se réunissent pour former la FITARCO. Massimiliano Malacrida, fondateur de l'ABA Milan, est élu à l'unanimité comme premier président de la FITARCO. La même année, la fédération s'affilie officiellement à la FITA.
En 1962, le premier championnat d'Italie est organisé à Milan, sans prendre en compte la performance de la saison. Cette formule restera jusqu'en 1964, où le classement prendra en compte les scores réalisés pendant la saison.
En 1965, un représentant italien participe pour la première fois aux championnats du monde organisés à Västerås, en Suède.
En 1968, le statut fédéral a été réformé et Annibale Guidobono Cavalchini est élu à la présidence.
En 1969, Francesco Gnecchi Ruscone est élu à la présidence de FITARCO, alors que les statuts et les règlements ont été modifiés. 
En 1973, la Fédération est admise au Comité olympique national italien en tant que membre. Cinq ans plus tard, en 1978, la FITARCO devient une Fédération à part entière au sein de ce comité.
En 2001, Mario Scarzella est élu à la présidence de la fédération. En janvier 2021, il est réélu pour un septième mandat consécutif.

## Organisation

### Présidents
- 1961-1968 : Massimiliano Malacrida
- 1968-1969 : Annibale Guidobono Cavalchini
- 1969-1980 : Francesco Gnecchi Ruscone
- 1980-1985 : Luigi Pagotto
- 1985-1987 : Ignazio Bellini
- 1987-1999 : Gino Mattielli
- 1999-2001 : Dario Carbone
- 2001-présent : Mario Scarzella

## Membres
| Catégorie    | Femmes | Hommes | Total |
| ------------ | ------ | ------ | ----- |
| Pulcini      | 17     | 33     | 50    |
| Giovanissimi | 398    | 755    | 1153  |
| Ragazzi      | 475    | 715    | 1190  |
| Allievi      | 688    | 1075   | 1763  |
| Juniores     | 551    | 740    | 1291  |
| Seniores     | 2662   | 5459   | 8121  |
| Master       | 1724   | 7870   | 9594  |
| Total        | 6515   | 16647  | 23162 |

En 2021, la FITARCO compte 23 162 licenciés. On note une prédominance masculine avec 71,9 % d'hommes et 28,1 % de femmes.